# NGC 94
NGC 94는 안드로메다자리 방향에 있는 렌즈형 은하이다.